# Wuzhai

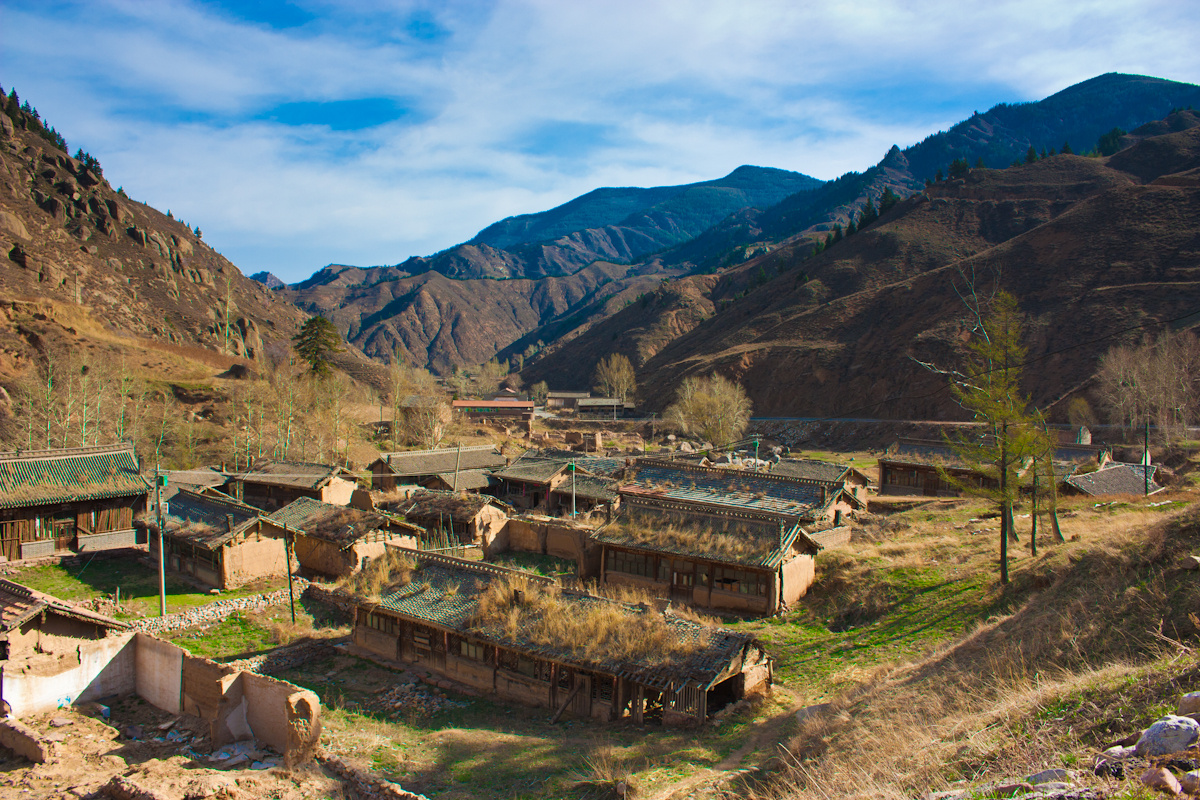
Wuchai Houdianping Dorf

Wuzhai (五寨县,  Wǔzhài Xiàn) ist ein chinesischer Kreis in der Provinz Shanxi. Er gehört zum Verwaltungsgebiet der bezirksfreien Stadt Xinzhou. Die Fläche beträgt 1.387 Quadratkilometer und die Einwohnerzahl 100.220 (Stand: Zensus 2020). 1999 zählte Wuzhai 102.919 Einwohner.

## Administrative Gliederung
Auf Gemeindeebene setzt sich der Kreis aus drei Großgemeinden und neun Gemeinden zusammen.